# جردن لوکاکو
جردن لوکاکو (انگلیسی: Jordan Lukaku؛ زادهٔ ۲۵ ژوئیهٔ ۱۹۹۴) یک بازیکن فوتبال اهل بلژیک است. وی برادر کوچکتر روملو لوکاکو دیگر بازیکن فوتبال می‌باشد.
از باشگاه‌هایی که در آن بازی کرده‌است می‌توان به اندرلشت، اوستنده، لاتزیو، آنتورپ، ویچنزا و پونفرادینا اشاره کرد.
وی همچنین در تیم ملی فوتبال بلژیک بازی کرده‌است.